# Mount Camelot
Mount Camelot ist ein 2590 m hoher Berg im Norden des ostantarktischen Viktorialands. Er ragt in der Alamein Range nahe dem Zentrum der Freyberg Mountains auf und ist der höchste Berg dieses Gebirges. Eine geologische Besonderheit ist eine an seiner Oberfläche sichtbare sogenannte Sub-Beacon-Sandsteinschicht.
Das New Zealand Antarctic Place-Names Committee benannte ihn 1968 nach Camelot, dem Hof des mythischen Königs Artus.